# Pilgramilla virginiensis
Pilgramilla virginiensis är en plattmaskart. Pilgramilla virginiensis ingår i släktet Pilgramilla och familjen Provorticidae. Inga underarter finns listade i Catalogue of Life.